# Оболенский, Константин Петрович (учёный)
Константин Петрович Оболенский (23 декабря 1906 — 17 апреля 1976) — советский учёный в области экономики и организации сельского хозяйства, член-корреспондент ВАСХНИЛ (1964).

## Биография
Родился в городе Задонск Липецкой губернии. Окончил Московскую сельскохозяйственную академию им. К. А. Тимирязева (1930).
- 1930—1939 агроном, старший и главный агроном Воронежского земельного отдела;
- 1939—1942 старший научный сотрудник Воронежского НИИ экономики сельского хозяйства;
- 1942—1947 заместитель начальника, с 1946 начальник Воронежского областного отдела технических культур.
- 1947—1953 заведующий отделом Совета по делам колхозов при Правительстве СССР;
- 1953—1956 зав. отделом экономики и заместитель начальника Главного управления с.-х. науки и пропаганды МСХ СССР.
- 1956—1961 заведующий сектором экономических проблем сельского хозяйства НИИ Госплана СССР;
- 1961—1967 директор ВНИИ экономики сельского хозяйства;
- 1967—1976 заведующий кафедрой экономики и организации сельского хозяйства Московского института инженеров землеустройства.

Доктор экономических наук (1962), профессор (1963), член-корреспондент ВАСХНИЛ (1964).
Награждён 3 медалями.

## Публикации
- Управление делами колхоза. — М.: Сельхозгиз, 1953. — 78 с.
- Определение экономической эффективности сельскохозяйственного производства: (вопр. теории и практики). — М.: Соцэкгиз, 1963. — 308 с.
- Оптимальные размеры сельскохозяйственных предприятий / соавт.: К. Н. Плотников и др.; ВНИИ экономики сел. хоз-ва. — М.: Колос, 1965. — 487 с.
- Экономическая эффективность сельскохозяйственного производства: теория и практика. — М.: Экономика, 1974. — 159 с.
- Теория и практика специализации сельского хозяйства. — 2-е изд., перераб. и доп. — М.: Колос, 1975. — 192 с.